# T.M.Revolution
T.M.Revolution（ティー・エム・レボリューション）は、西川貴教のソロプロジェクト。略称はT.M.R.、TMなど。浅倉大介が1995年にリリースしたソロ・シングル『BLACK OR WHITE?』のゲスト・ヴォーカルに西川を起用したことがきっかけとなりプロジェクトが発足。代表作品にミリオンセラーとなったシングル『WHITE BREATH』（1997年）、アルバム『triple joker』（1998年）など多数。所属事務所はディーゼルコーポレーションで業務提携はパーフィットプロダクション。所属レコードレーベルはソニー・ミュージックレーベルズ内のエピックレコードジャパン。
プロジェクト名は「Takanori Makes Revolution」（貴教が革命を起こす）に由来する。

## 来歴

### デビューまでの経緯
- 1995年
  - 1月1日、浅倉大介と貴水博之によるユニットaccessが活動休止。
  - 3月6日、NHK『ポップジャム』公開収録において浅倉、貴水がソロ活動を発表。浅倉は他アーティストのプロデュースを含むソロ活動を開始する。この頃、ヘアメイクを担当する美容院SMOKERの美容師・横原義雄が、浅倉のシングルに参加するボーカリストの一人として、西川を紹介する。西川は1991年にバンドLuis-Maryのボーカルとしてデビューするが、売り上げの不振や音楽性の違いなどにより1993年に脱退していた。
  - 5月25日、「浅倉大介 expd. 西川貴教」名義でリリースされたシングル『BLACK OR WHITE?』に、ゲストボーカリストとして西川が参加。オリコンベスト20入りを果たす。
  - 7月18日から9月5日にかけて行われた、浅倉大介・葛城哲哉・木根尚登によるライブイベント「What Jam?」に西川がゲスト出演。前出の「BLACK OR WHITE?」やTM NETWORK、accessの楽曲を歌った。以後、浅倉大介トータル・プロデュースによるソロ・プロジェクト「T.M.Revolution」が始動した。
  - なお、西川と浅倉はプロジェクト発足に際して3つの約束を結んだとされる。この約束は、デビューより2年8か月後に達成される。
    1. シングルでオリコンチャート1位を獲得する（1997年10月、6thシングル『WHITE BREATH』にて達成）
    2. アルバムでミリオンセラーを達成する（1998年2月、3rdアルバム『triple joker』にて達成。
    3. （国内で最大規模の屋内コンサート会場である）東京ドームでライブを行なう（1999年3月、「T.M.R.LIVE REVOLUTION'99 -THE FORCE-」にて達成）

  - 12月、西川貴教公式ファンクラブ「turbo」が開設される。2006年のabingdon boys schoolデビューまでは西川の活動がほとんどT.M.R.でのものに限定されており、turboもT.M.R.のファンクラブと同等のものとなっていた。

### デビューから"封印"まで
- 1996年
  - 5月13日、1stシングル『独裁 -monopolize-」をアンティノスレコードよりリリース、CDデビューを果たした。
  - 7月15日、2ndシングル『臍淑女 -ヴィーナス-』を発売。
  - 8月12日、1stアルバム『MAKES REVOLUTION』をリリース。
  - 11月11日、3rdシングル『HEART OF SWORD 〜夜明け前〜』を発売。オリコン最高位は16位であったがアニメ「るろうに剣心 -明治剣客浪漫譚-」エンディングテーマに起用されたことなどから46週チャートイン・36万枚のロングセールスを記録し、多数の音楽番組に出演するきっかけを作る。
- 1997年
  - 1月6日、以後8年半に及ぶライフワークとなるラジオ番組「西川貴教のオールナイトニッポン」が始まる。
  - 2月21日、2ndアルバム『restoration LEVEL→3』をリリース。
  - 4月21日、4thシングル『LEVEL 4』を発売。こちらも最高位18位だったものの、前作を超える42万枚のロングセールスを記録。
  - 7月1日、5thシングル『HIGH PRESSURE』を発売。初のオリコンベスト10入り（4位）を果たし、78万枚の大ヒットに。
  - 10月22日、6thシングル『WHITE BREATH』を発売。初のオリコンシングルチャート1位を獲得し、ミリオンセラー（約103万枚）を記録した。1つ目の約束を達成。
  - 12月31日、「WHITE BREATH」で紅白歌合戦に初出場した。
- 1998年
  - 1月21日、3rdアルバム『triple joker』をリリース。ミリオンセラー（約165万枚）を記録、最大のヒットに。2つ目の約束を達成。
  - 2月25日、7thシングル『蒼い霹靂〜JOG edit〜』を発売。
  - 6月24日、8thシングル『HOT LIMIT』を発売。2作目のオリコンシングルチャート1位を獲得。71万枚の大ヒットに。
  - 10月7日、9thシングル『THUNDERBIRD』を発売。50万枚のヒット。
  - 10月28日、10thシングル『Burnin' X'mas』を発売。49万枚のヒット。
  - 12月31日、「THUNDERBIRD」でNHK紅白歌合戦に2年連続で出場した。
- 1999年
  - 2月3日、11thシングル『WILD RUSH』を発売。33万枚のヒット。
  - 3月10日、4thアルバム『THE FORCE』をリリース。
  - 3月17日・18日、東京ドームで2daysライブを行い、前述の3つの約束を全て果たした。
    - 18日のライブ直後にT.M.Revolutionは、その活動を"封印"すると発表した。

### the end of genesis T.M.R. evolution turbo type Dとしての活動
- 1999年
  - 前述の通り春でT.M.Revolutionの活動を封印し、「the end of genesis T.M.R. evolution turbo type D（ジ・エンド・オブ・ジェネシス・ティー・エム・アール・エボリューション・ターボ・タイプ・ディー、略称：T.M.R-e）」名義でトータルプロデューサーの浅倉大介とともにユニットとして活動することとなった。この長い名前は、「the end of genesis」が「創世記の終わり」、「T.M.R. evolution」が「T.M.R.を進化させる」、「turbo」が西川の愛称ター坊、「type D」が浅倉大介のイニシャルを表している。
  - 6月21日、T.M.R-eとして初の作品となるシングル『陽炎-KAGEROH-』を発売。15万枚の限定生産やメディア露出に関しての自主制限等、これまでの活動から変化を加え始める。
  - 9月22日、2ndシングル『月虹-GEKKOH-』を発売。
  - 11月17日、3rdシングル『雪幻-winter dust-』を発売。
- 2000年
  - 2月2日、T.M.R-eとしての一連のリリースの締めくくりとして、アルバム『Suite Season』をリリース。
  - アリーナツアーを敢行。ミュージカル「リトルショップオブホラーズ」、TBSドラマ『ビューティフルライフ』へ出演した。
  - 3月のライブにて「T.M.Revolutionの封印解除」を宣言。これによりT.M.R-eはその使命を終え、以後T.M.R.としての活動を再開する。

### T.M.Revolution 再始動
- 2000年
  - 4月19日、12thシングル『BLACK OR WHITE? version3』を発売。「浅倉大介expd.西川貴教」名義でリリースされた同名曲をリアレンジ。西川はこれを「T.M.R-eからT.M.R.への橋渡し」としており、「HEAT CAPACITY」が本当のT.M.R.再開を意味するシングルとしている。
  - 5月24日、13thシングル『HEAT CAPACITY』を発売。
  - 8月、夏の野外ライブ「SUMMER CRUSH」を横浜スタジアム・大阪WTCオープンエアステージなどで開催し数万人を動員。2002年にも会場を変え再び開催される。
  - 9月6日、14thシングル『魔弾 〜Der Freischütz〜/LOVE SAVER』を発売。
  - 10月12日、5thアルバム『progress』をリリース。
- 2001年
  - 2月7日、15thシングル『BOARDING』を発売。浅倉大介プロデュース最後のシングルとなる。
- 2002年
  - 2月20日、16thシングル『Out Of Orbit 〜Triple ZERO〜』を発売。このシングル以降は西川自身のセルフプロデュースとなる。
  - 3月6日、初のベストアルバム『B★E★S★T』をリリース。
  - 10月30日、17thシングル『INVOKE』を発売。3年半ぶりのTOP3入り(2位)、24万枚のヒット。
- 2003年
  - 3月26日、6thアルバム『coordinate』をリリース。レーベル移籍前の最後のリリースとなる。
  - 8月、デビュー時より所属していたアンティノスレコードからエピックレコードジャパンへ移籍（アンティノスレコードは2002年にエピックレコードジャパンに吸収合併され同社の一レーベルとなり、2004年に運営終了）。なお、移籍後初のリリースは11月のDVD『SONIC WARP the Visual Fields』。
  - 12月、日本の男性ソロアーティストとしては初めての試みである、男性限定ライブを渋谷クラブクアトロで決行。以後、この男性限定ライブは毎年恒例となった。
- 2004年
  - 2月25日、18thシングル『Albireo -アルビレオ-』を発売。移籍後初のシングル。2作連続1位、17万枚のヒットを記録。
  - 3月17日、7thアルバム『SEVENTH HEAVEN』をリリース。
  - 7月28日、19thシングル『Web of Night』を発売。
  - 11月3日、20thシングル『ignited -イグナイテッド-』を発売。「HOT LIMIT」以来、6年ぶり、3作目のオリコンシングルチャート1位を獲得。また、同チャート史上900作目の1位獲得作品となった。19万枚のヒット。
- 2005年
  - 1月26日、8thアルバム『vertical infinity』をリリース。
  - 2005年から2006年末まで、T.M.Revolutionデビュー10周年として、様々な活動が行われた。
    - 『西川貴教のオールナイトニッポン』プロデュースで、T.M.Revolutionの歴代の衣装を着たハローキティとのコラボレーション作品が全国の東急ハンズ・ファミリーマートで販売された。
    - 8月17日、21stシングル『vestige -ヴェスティージ-』を発売。4作目のオリコンシングルチャート1位を獲得。新宿ステーションスクエアにて初のゲリラライブを決行。

  - 12月31日、「WHITE BREATH」で7年ぶり3度目の紅白歌合戦出場を果たした。
- 2006年
  - 1月1日、リクエストセルフカバーベストアルバム『UNDER:COVER』をリリース。ファンからのリクエストを元に人気の高い曲をライブ風のリアレンジにて再収録。
  - デビュー記念日である5月13日にはユニバーサル・スタジオ・ジャパンにて記念パレードを行った。
  - 6月7日、ベストアルバム『1000000000000』をリリース。2作目のオリコンアルバムチャート1位を獲得。6月21日にはシングル22曲に加え、「Meteor -ミーティア-」「Zips」のPVを収録した同名ベストDVDも発売された。
  - 8月に8年振りの日本武道館、及び大阪城ホールでのライブが実現した。
  - 西川の誕生日である9月19日には再びユニバーサル・スタジオ・ジャパンで、ピーターパンのネバーランドとのコラボライブ「T.M.Revolution Special Day in Universal Studio Japan」を行った。
  - 11月9日より東京・大阪・名古屋・仙台・福岡の5都市を巡る衣装展「TIME SLICE DECADE」を開催。
  - この年の年末恒例のファンクラブ会員限定ライブは過去最多の全10公演を敢行した。
- 2008年
  - 4月のニューヨークライブに次ぎ、5月3日・4日に行われたhide追悼ライブイベント「hide memorial summit」にも参加。イベント初日のアクトとして出演したほか、2日目には出演者によるセッションである無敵BANDのボーカルの一員としてサプライズで出演した。
  - 6月11日、2年10か月ぶりとなる22ndシングル『resonance』を発売。
  - 9月からは約2年ぶりの全国ツアーも開催された。
- 2009年
  - 3月25日、1stシングルから11thシングルまで(発売当時8cmシングルCDだったもの)のBlu-spec盤マキシシングル仕様及びイヤカンライブなどのフォトブック、レア映像を収録したDVDなどを集めたボックスセット『T.M.REVOLUTION SINGLE COLLECTION 96-99 -GENESIS-』をリリース。
  - 9月4日、2006年6月7日にリリースしたベスト盤『1000000000000』のBlu-spec盤を再リリース。
  - 9月19・20日の2日間に「イナズマロックフェス2009」が西川の地元である滋賀県草津市の烏丸半島芝生広場で開催された。このロックイベントを企画したのは西川自身で、西川の滋賀県観光大使としての活動でもあった。
- 2010年
  - 3月3日、配信限定シングル『Lakers』を発売。
  - 3月24日、『機動戦士ガンダムSEED』のタイアップ曲を収録したミニアルバム『X42S-REVOLUTION』をリリース。
  - 5月13日、2011年に迎えるT.M.Revolutionデビュー15周年を記念して特設サイトが開設され、同時に西川による公式Twitterが開始される。
  - 8月11日、2年2か月振りとなる23rdシングル『Naked arms/SWORD SUMMIT』を発売。両A面シングルは2000年の「魔弾 〜Der Freischütz〜/LOVE SAVER」以来9年11か月振り。
  - 9月18日・19日の2日間に「イナズマロックフェス2010」を昨年に引き続き開催。19日のステージでシークレットゲストとして浅倉大介が出演し、新曲「Pearl in the shell」と「SWORD SUMMIT」を共に披露した。西川と浅倉が共演したのは2000年以来10年ぶりのことである。
  - 12月1日、24thシングル『Save The One, Save The All』を発売。
- 2011年
  - 4月20日、6年ぶりとなる9thアルバム『CLOUD NINE』をリリース。
  - 5月13日、サンリオピューロランドで、T.M.R.15th × Sanrio Puroland 20th Collaboration Event　「Thousands Morning Refrain ～僕らの夜明け～」と題したスペシャルイベントを開催。[6]
  - 6月24日、25thシングル『FLAGS』を発売。
  - 8月28日、Animelo Summer Live 2011-rainbow-にシークレットゲストとして初参加。
  - 11月16日、『戦国BASARA』のタイアップ曲を収録した2作目のミニアルバム『宴 -UTAGE-』をリリース。
- 2013年
  - 2月27日、15周年記念としてリクエストセルフカバーベストアルバムの第2弾『UNDER:COVER 2』をリリース。
  - 5月15日、水樹奈々とのコラボレーションシングル『Preserved Roses」をT.M.Revolution×水樹奈々名義でリリース。
  - 8月7日、配信限定シングル『Summer Blizzard』を発売。
  - 10月23日、水樹奈々とのコラボレーションシングル『革命デュアリズム」を水樹奈々×T.M.Revolution名義でリリース。
  - 11月6日、配信限定シングル『HEAVEN ONLY KNOWS 〜Get the Power〜』を発売。
  - 12月30日、「Preserved Roses」「革命デュアリズム」で第55回日本レコード大賞企画賞を水樹奈々とともに受賞。
  - 12月31日、水樹奈々とともに8年ぶり4度目の紅白歌合戦出場。
- 2014年
  - 2月12日、SCANDALとのスプリットシングル『Count ZERO｜Runners high」をT.M.Revolution｜SCANDAL名義でリリース。
  - 8月6日、26thシングル『突キ破レル -Time to SMASH!』を発売。
  - 9月3日、27thシングル『Phantom Pain』を発売。
  - 12月31日、水樹奈々とともに2年連続、5度目の紅白歌合戦出場。
- 2015年
  - 5月13日、10thアルバム「天』を発売。東京・名古屋・大阪でリリース記念ハイタッチ会「GIVE ME TENN!!」を開催。
  - 8月5日、28thシングル『DOUBLE-DEAL』を発売。
  - 12月16日、配信限定シングル『Inherit the Force -インヘリット・ザ・フォース- (Game Edit)』を発売。

### デビュー20周年
- 2016年
  - 4月6日、29thシングル『Committed RED/Inherit the Force -インヘリット・ザ・フォース-』を発売。
  - 5月11日、ベスト・アルバム「2020 -T.M.Revolution ALL TIME BEST-』を発売。3rdアルバム「triple joker」（1998年）、ベスト・アルバム「1000000000」（2006年）に続きオリコン1位を記録。1990年代から2010年代までの3つの年代で首位獲得を果たした[7]。
  - 8月31日、30thシングル『RAIMEI』を発売。
- 2017年
  - 2月19日、2014年10月以来2度目、ホール規模の公演としては初となる、台湾でのライブ「T.M.R. LIVE REVOLUTION'17 -Route 20 ASIA TOUR to Taipei-」を開催[8]。
  - 5月13日・14日、デビュー20周年を記念して、さいたまスーパーアリーナにてライブ「T.M.R. LIVE REVOLUTION'17 -20th Anniversary FINAL-」を2日間にわたって開催。スペシャルゲストとして水樹奈々も登場[9]。
- 2020年
  - 10月17日、T.M.R-e時代にリリースしたアルバム『Suite Season』の収録曲を、フルオーケストラアレンジし、オンラインライブで披露した[10][11]。

### デビュー25周年
- 2021年
  - 5月13日、デビュー25周年を記念し、2017年のさいたまスーパーアリーナ以来の公演となるT.M.Revolutionとしてのライブを、滋賀県内だけで行われるホールツアー「T.M.R. LIVE REVOLUTION'21 -VOTE-」として開催[12]。ツアーにはその後東京、仙台、大阪公演も追加された[13]。
  - 8月22日、同年9月18日と19日に「イナズマロックフェス 2021」を開催する予定であったが、新型コロナウイルスの感染拡大状況を鑑み、自治体や行政と協議の末、中止する決断を下した[14]。
  - 9月2日、ツアー「T.M.R. LIVE REVOLUTION'21 -VOTE-」についても、10月13日以降の18公演は延期することを発表した[15]。
  - 10月1日、延期公演の振替日を発表した[16]。
- 2022年
  - 6月24日、翌年5月までにかけて、全国47都道府県を巡るツアー「T.M.R. LIVE REVOLUTION'22-'23 -VOTE JAPAN-」を開催[17]。
- 2023年
  - 11月17日、ツアー「T.M.R. LIVE REVOLUTION '22-'23 -VOTE JAPAN-」より、同年1月22日に日本武道館で行われた公演を映像化[18]。

## ディスコグラフィ

### シングル
|      | 発売日                       | タイトル                                                     | 最高位 | 認定                                  | 初収録アルバム                      |
| ---- | ---------------------------- | ------------------------------------------------------------ | ------ | ------------------------------------- | ----------------------------------- |
| 1st  | 1996年5月13日 2009年3月25日  | 独裁 -monopolize-                                            | 28位   |                                       | MAKES REVOLUTION                    |
| 2nd  | 1996年7月15日 2009年3月25日  | 臍淑女 -ヴィーナス-                                          | 35位   |                                       | MAKES REVOLUTION                    |
| 3rd  | 1996年11月11日 2009年3月25日 | HEART OF SWORD 〜夜明け前〜                                  | 16位   | プラチナ ゴールドDL                   | restoration LEVEL→3                 |
| 4th  | 1997年4月21日 2009年3月25日  | LEVEL 4                                                      | 18位   | プラチナ                              | triple joker                        |
| 5th  | 1997年7月1日 2009年3月25日   | HIGH PRESSURE                                                | 4位    | Wプラチナ                             | triple joker                        |
| 6th  | 1997年10月22日 2009年3月25日 | WHITE BREATH                                                 | 1位    | ミリオン ゴールドDL                   | triple joker                        |
| 7th  | 1998年2月25日 2009年3月25日  | 蒼い霹靂〜JOG edit〜                                         | 3位    | プラチナ                              | triple joker                        |
| 8th  | 1998年6月24日 2009年3月25日  | HOT LIMIT                                                    | 1位    | プラチナ ゴールドDL ゴールドStreaming | The Force                           |
| 9th  | 1998年10月7日 2009年3月25日  | THUNDERBIRD                                                  | 3位    | プラチナ                              | The Force                           |
| 10th | 1998年10月28日 2009年3月25日 | Burnin' X'mas                                                | 2位    | プラチナ                              | The Force                           |
| 11th | 1999年2月3日 2009年3月25日   | WILD RUSH                                                    | 2位    | プラチナ                              | The Force                           |
| 12th | 2000年4月19日                | BLACK OR WHITE? version 3                                    | 5位    |                                       | progress                            |
| 13th | 2000年5月24日                | HEAT CAPACITY                                                | 5位    |                                       | progress                            |
| 14th | 2000年9月6日                 | 魔弾 〜Der Freischütz〜/LOVE SAVER                           | 8位    |                                       | progress                            |
| 15th | 2001年2月7日                 | BOARDING                                                     | 5位    |                                       | coordinate                          |
| 16th | 2002年2月20日                | Out Of Orbit 〜Triple ZERO〜                                 | 6位    |                                       | coordinate                          |
| 17th | 2002年10月30日               | INVOKE                                                       | 2位    | ゴールド プラチナDL                   | coordinate                          |
| 18th | 2004年2月25日 2005年10月26日 | Albireo -アルビレオ-                                         | 3位    |                                       | SEVENTH HEAVEN                      |
| 19th | 2004年7月28日 2005年10月26日 | Web of Night                                                 | 5位    |                                       | vertical infinity                   |
| 20th | 2004年11月3日                | ignited -イグナイテッド-                                     | 1位    | ゴールド プラチナDL                   | vertical infinity                   |
| 21st | 2005年8月17日                | vestige -ヴェスティージ-                                     | 1位    | ゴールド DL                           | vertical infinity                   |
| 22nd | 2008年6月11日                | resonance                                                    | 4位    | ゴールド DL                           | CLOUD NINE （初回生産限定盤B）      |
| 23rd | 2010年8月11日                | Naked arms/SWORD SUMMIT                                      | 3位    | ゴールド DL                           | CLOUD NINE                          |
| 24th | 2010年12月1日                | Save The One, Save The All                                   | 4位    |                                       | CLOUD NINE                          |
| 25th | 2011年6月22日                | FLAGS                                                        | 4位    |                                       | 宴 -UTAGE-                          |
| 26th | 2014年8月6日                 | 突キ破レル -Time to SMASH!                                   | 8位    |                                       | 天                                  |
| 27th | 2014年9月3日                 | Phantom Pain                                                 | 12位   |                                       | 天                                  |
| 28th | 2015年8月5日                 | DOUBLE-DEAL                                                  | 9位    |                                       | 天                                  |
| 29th | 2016年4月6日                 | Committed RED/Inherit the Force -インヘリット・ザ・フォース- | 10位   |                                       | 2020 -T.M.Revolution ALL TIME BEST- |
| 30th | 2016年8月31日                | RAIMEI                                                       | 15位   |                                       | （未収録）                          |

|     | 発売日         | タイトル          | 最高位 | 初収録アルバム |
| --- | -------------- | ----------------- | ------ | -------------- |
| 1st | 1999年6月23日  | 陽炎-KAGEROH-     | 3位    | Suite Season   |
| 2nd | 1999年9月22日  | 月虹-GEKKOH-      | 2位    | Suite Season   |
| 3rd | 1999年11月17日 | 雪幻-winter dust- | 3位    | Suite Season   |

#### コラボレーション・シングル
|     | 発売日        | タイトル        | 最高位 | 認定                | 初収録アルバム                     |
| --- | ------------- | --------------- | ------ | ------------------- | ---------------------------------- |
| 1st | 2013年5月15日 | Preserved Roses | 2位    | ゴールド プラチナDL | GEISHA BOY -ANIME SONG EXPERIENCE- |

|     | 発売日         | タイトル         | 最高位 | 認定        | 初収録アルバム                      |
| --- | -------------- | ---------------- | ------ | ----------- | ----------------------------------- |
| 1st | 2013年10月23日 | 革命デュアリズム | 2位    | ゴールド DL | 2020 -T.M.Revolution ALL TIME BEST- |

#### スプリット・シングル
|     | 発売日        | タイトル                 | 最高位 | 初収録アルバム |
| --- | ------------- | ------------------------ | ------ | -------------- |
| 1st | 2014年2月12日 | Count ZERO｜Runners high | 5位    | 天             |

#### 配信限定シングル
|     | 発売日        | タイトル                            | 初収録アルバム                 |
| --- | ------------- | ----------------------------------- | ------------------------------ |
| 1st | 2010年3月3日  | Lakers                              | CLOUD NINE （初回生産限定盤B） |
| 2nd | 2013年8月7日  | Summer Blizzard                     | 天                             |
| 3rd | 2013年11月6日 | HEAVEN ONLY KNOWS 〜Get the Power〜 | 天                             |

### アルバム

#### フル・アルバム
|      | 発売日                      | タイトル            | 最高位 | 認定      |
| ---- | --------------------------- | ------------------- | ------ | --------- |
| 1st  | 1996年8月12日 2002年7月1日  | MAKES REVOLUTION    | 20位   | ゴールド  |
| 2nd  | 1997年2月21日 2002年7月1日  | restoration LEVEL→3 | 5位    | プラチナ  |
| 3rd  | 1998年1月21日 2002年7月1日  | triple joker        | 1位    | Qプラチナ |
| 4th  | 1999年3月10日 2002年7月1日  | The Force           | 2位    | ミリオン  |
| 5th  | 2000年10月12日 2002年7月1日 | progress            | 3位    | ゴールド  |
| 6th  | 2003年3月26日               | coordinate          | 9位    | ゴールド  |
| 7th  | 2004年3月17日 2005年7月27日 | SEVENTH HEAVEN      | 6位    | ゴールド  |
| 8th  | 2005年1月26日               | vertical infinity   | 3位    | ゴールド  |
| 9th  | 2011年4月20日               | CLOUD NINE          | 2位    |           |
| 10th | 2015年5月13日               | 天                  | 2位    |           |

|     | 発売日       | タイトル     | 最高位 | 認定     |
| --- | ------------ | ------------ | ------ | -------- |
| 1st | 2000年2月2日 | Suite Season | 2位    | ゴールド |

#### ミニ・アルバム
|     | 発売日         | タイトル        | 最高位 |
| --- | -------------- | --------------- | ------ |
| 1st | 2010年3月24日  | X42S-REVOLUTION | 4位    |
| 2nd | 2011年11月16日 | 宴 -UTAGE-      | 2位    |

#### ベスト・アルバム
|     | 発売日                    | タイトル                            | 最高位 | 認定     |
| --- | ------------------------- | ----------------------------------- | ------ | -------- |
| 1st | 2002年3月6日              | B★E★S★T                             | 4位    | ゴールド |
| 2nd | 2006年6月7日 2009年9月2日 | 1000000000000                       | 1位    | ゴールド |
| 3rd | 2016年5月11日             | 2020 -T.M.Revolution ALL TIME BEST- | 1位    |          |

#### コンピレーション・アルバム
|     | 発売日        | タイトル                           | 最高位 |
| --- | ------------- | ---------------------------------- | ------ |
| 1st | 2013年10月9日 | GEISHA BOY -ANIME SONG EXPERIENCE- | 6位    |

#### リミックス・アルバム
|     | 発売日        | タイトル                                      | 最高位 | 認定     |
| --- | ------------- | --------------------------------------------- | ------ | -------- |
| 1st | 2000年6月28日 | DISCORdanza Try My Remix 〜Single Collections | 4位    | ゴールド |

#### リクエスト・セルフカバー・ベスト・アルバム
|     | 発売日        | タイトル      | 最高位 | 認定     |
| --- | ------------- | ------------- | ------ | -------- |
| 1st | 2006年1月1日  | UNDER:COVER   | 8位    | ゴールド |
| 2nd | 2013年2月27日 | UNDER:COVER 2 | 4位    |          |

#### ライブ・アルバム
|     | 発売日        | タイトル                                        | 最高位 |
| --- | ------------- | ----------------------------------------------- | ------ |
| 1st | 2012年9月12日 | T.M.R. LIVE REVOLUTION'11-12 -CLOUD NINE-       | 7位    |
| 2nd | 2018年3月28日 | T.M.R. LIVE REVOLUTION'17 -ROUND HOUSE CUTBACK- | 22位   |

#### ボックス・セット
|     | 発売日        | タイトル                                         | 最高位 |
| --- | ------------- | ------------------------------------------------ | ------ |
| 1st | 2009年3月25日 | T.M.REVOLUTION SINGLE COLLECTION 96-99 -GENESIS- | 35位   |

#### FC限定アルバム
| 発売日         | タイトル |
| -------------- | --- |
| 2014年12月24日 | T.M.R. LIVE REVOLUTION’14 -今まで『今年は単独LIVEはやらねぇ！』的なニュアンスの話をしてたけど、何か急にFC限定でもLIVEやりたくなっちゃって…違う！違う！そうぢゃ…そうぢゃない！ 『平日の夜でも、どうせ呼べば来るんだろ？』みたいな、“都合のいいオンナ”的な扱いなわけじゃないよ！ただ、今夜はどうしてもお前が抱きたくなっただけ…’14- |

#### その他
- DAynamite Mix Juice1-you know beat?-（2000年7月19日）
  - 浅倉大介プロデュース楽曲のリミックス・コンピレーション・アルバム。T.M.R.から5曲、T.M.R-eから1曲参加。
- Lif-e-Motions（2006年2月15日）
  - TRFの9thアルバム。Disc2『Silver and Gold dance -meets T.M.Revolution-』で参加。

#### CD-ROM
1. R2:ROMz Revolution（1999年5月21日）
  - 当時のアルバムに収録していたCD EXTRAの延長上的作品。デビューから東京ドームライブまでのT.M.R.の歴史をドキュメント風に綴っている。ゲーム的要素もある。

### サウンドトラック
- るろうに剣心-明治剣客浪漫譚-維新激闘編オリジナル・サウンドトラック（1996年12月12日）
- るろうに剣心-明治剣客浪漫譚-オリジナル・サウンドトラック 3（1997年4月21日）
- るろうに剣心-明治剣客浪漫譚-ベスト・テーマ・コレクション（1998年3月21日）
- るろうに剣心-明治剣客浪漫譚-Premium Collection（1999年12月18日）
- るろうに剣心-明治剣客浪漫譚-COMPLETE CD-BOX（2002年9月19日）
- 機動戦士ガンダムSEED ORIGINAL SOUNDTRACK 3（2003年9月21日）
- 機動戦士ガンダムSEED COMPLETE BEST（期間限定生産）（2003年9月26日）
- 機動戦士ガンダムSEED COMPLETE BEST（通常盤）（2004年1月15日）
- スパイダーマン2 オリジナル・サウンドトラック（2004年6月30日）
- 機動戦士ガンダムSEED ORIGINAL SOUNDTRACK 4（2004年12月16日）
- 機動戦士ガンダムSEED DESTINY ORIGINAL SOUNDTRACK 1（2004年12月16日）
- a-nation'05 BEST HIT SELECTION（2005年7月27日）
- 機動戦士ガンダムSEED DESTINY COMPLETE BEST（2005年10月14日）
- 機動戦士ガンダムSEED DESTINY COMPLETE BEST'（2006年5月7日）
- THE BEST OF SOUL EATER（2009年4月22日）
- 戦国BASARA GAME BEST（2010年11月3日）
- 戦国BASARA ANIME BEST（2010年11月3日）

### 映像作品

#### VHS
| 発売日        | タイトル                               | 備考 |
| ------------- | -------------------------------------- | --- |
| 1996年9月21日 | VIDEO MAKES REVOLUTION                 | 「独裁 -monopolize-」「臍淑女 -ヴィーナス-」のMV及びそれらについてのインタビュー映像を収録したMV集。後にDVD『summarize 1』に、『LIVE REVOLUTION.1 〜MAKES REVOLUTION〜』と共に収録。                                             |
| 1996年12月1日 | LIVE REVOLUTION.1 〜MAKES REVOLUTION〜 | 96年に行われたライブより、新宿LIQUIDROOM・赤坂BLITZ・中野サンプラザでの公演から9曲、そしてインタビュー映像などを収録したライブ映像集。後にDVD『summarize 1』に、『VIDEO MAKES REVOLUTION』と共に収録。                           |
| 1997年5月21日 | VIDEO 維新 LEVEL→3                     | 「HEART OF SWORD 〜夜明け前〜」「LEVEL 4」のMV及びそれらについてのインタビュー映像を収録したMV集。後にDVD『summarize 2』に、『LIVE REVOLUTION.2 〜維新 LEVEL→3〜』と共に収録。                                                   |
| 1997年8月1日  | LIVE REVOLUTION.2 〜維新 LEVEL→3〜     | 97年4月に東京ベイNKホールにて行われたライブより11曲、そしてオフショット映像などを収録したライブ映像集。後にDVD『summarize 2』に、『VIDEO維新 LEVEL→3』と共に収録。                                                               |
| 1998年3月1日  | Video triple joker                     | 「HIGH PRESSURE」「WHITE BREATH」「蒼い霹靂〜JOG edit〜」のMV及びそれらのTVスポット、メイキング映像を収録したMV集。後にDVD『summarize 3』に、『LIVE REVOLUTION.3 〜KING OF JOKER〜』と共に収録。                                 |
| 1998年7月18日 | LIVE REVOLUTION.3 〜KING OF JOKER〜    | 98年3月に行われた、T.M.R初の日本武道館での公演より「HEART OF SWORD 〜夜明け前〜」とアンコール3曲を除いた全12曲と、オフショット映像などを収録したライブ映像集。後にDVD『summarize 3』に、『Video triple joker』と共に収録。       |
| 1998年12月2日 | T.M.R.X'mas Party Box                  | 「Burnin' X'mas」のMVと特典映像を収録したVHS、そしてグッズ入りのボックスセット。 |
| 1999年3月17日 | Video the force                        | 「HOT LIMIT」から「WILD RUSH」までのMV・「AQUALOVERS 〜 Deep into the night」のライブクリップ、そしてそれらのTVスポットとメイキング映像も収録したMV集。後にDVD『summarize 4』に、『LIVE REVOLUTION.4 〜the force〜』と共に収録。 |
| 1999年5月21日 | LIVE REVOLUTION.4 〜the force〜        | 99年3月18日の、T.M.R初の東京ドームでの公演より全24曲を完全収録したライブ映像集。後にDVD『summarize 4』に、『Video the force』と共に収録。                                                                                        |
| 2001年9月19日 | 0001                                   | 2001年のライブより横浜アリーナ・さいたまスーパーアリーナでの公演より20曲、そして「HEAT CAPACITY」から「BOARDING」までのMVも収録した映像作品。T.M.Rとしては最後のVHS作品となった。                                                |

#### FC限定VHS
| 発売日 | タイトル                                                     | 備考 |
| ------ | ------------------------------------------------------------ | --- |
| 1997年 | LIVE REVOLUTION COMPLETE EDITION-1 1996.3.22 新宿LIQUID ROOM | 96年に発売された『LIVE REVOLUTION.1 〜MAKES REVOLUTION〜』に収録されていたライブ映像の、それぞれの公演をフルサイズで収録したライブ映像集。ファンクラブにて本数限定販売されていた。未DVD化。3公演ともShampooの「TROUBLE」のカバーも披露していた。 |
| 1997年 | LIVE REVOLUTION COMPLETE EDITION-2 1996.6.6 赤坂BLITZ        | 96年に発売された『LIVE REVOLUTION.1 〜MAKES REVOLUTION〜』に収録されていたライブ映像の、それぞれの公演をフルサイズで収録したライブ映像集。ファンクラブにて本数限定販売されていた。未DVD化。3公演ともShampooの「TROUBLE」のカバーも披露していた。 |
| 1997年 | LIVE REVOLUTION COMPLETE EDITION-3 1996.8.29 中野サンプラザ  | 96年に発売された『LIVE REVOLUTION.1 〜MAKES REVOLUTION〜』に収録されていたライブ映像の、それぞれの公演をフルサイズで収録したライブ映像集。ファンクラブにて本数限定販売されていた。未DVD化。3公演ともShampooの「TROUBLE」のカバーも披露していた。 |

| 発売日        | タイトル                                                              | 備考 |
| ------------- | --------------------------------------------------------------------- | --- |
| 2000年3月12日 | Pictures from Suite Season                                            | T.M.R-e期にリリースされたシングル3曲のMVと、ボーナストラックとして「THUNDERBIRD」の東京ベイNKホールでのライブ映像も収録したMV集。本作のみDVD化はされず、MV3曲についても長らくDVDへの収録はされなかったが2017年発売のDVD/Blu-ray『2020 -T.M.Revolution ALL TIME VISUAL COLLECTION-』にて初収録となった。 |
| 2000年7月26日 | the end of genesis T.M.R. evolution turbo type D LIVE ARENA 2000 A.D. | 国立代々木競技場 第一体育館で行われた公演の模様を収録。 |

#### DVD/Blu-ray
| 発売日                                    | タイトル                                                                                | 備考 |
| ----------------------------------------- | --------------------------------------------------------------------------------------- | --- |
| 2001年9月19日 2002年7月1日 2003年11月19日 | 0001                                                                                    | T.M.R.としては初となるDVD作品。VHS版と同時発売。DVD版には「LOVE SAVER」「Trace Millennium Road」のディレクターズカット版も追加収録。 |
| 2001年12月19日 2002年7月1日 2003年        | summarize 1                                                                             | VHS『VIDEO MAKES REVOLUTION』『LIVE REVOLUTION.1 〜MAKES REVOLUTION〜』収録曲に、ボーナストラックとして「独裁 -monopolize-」「HEART OF SWORD 〜夜明け前〜」のライブ映像も追加収録。                                                                                                  |
| 2001年12月19日 2002年7月1日 2003年        | summarize 2                                                                             | VHS『VIDEO 維新 LEVEL→3』『LIVE REVOLUTION.2 〜維新LEVEL→3〜』収録曲に、ボーナストラックとして「LEVEL 4」のライブ映像も追加収録。 |
| 2001年12月19日 2002年7月1日 2003年        | summarize 3                                                                             | VHS『Video triple joker』『LIVE REVOLUTION.3 〜KING OF JOKER〜』収録曲に、ボーナストラックとして「Burnin' X'mas」のライブ映像も追加収録。 |
| 2001年12月19日 2002年7月1日 2003年        | summarize 4                                                                             | VHS『Video the force』『LIVE REVOLUTION.4 〜the force〜』収録曲に、ボーナストラックとして「IMITATON CRIME」のライブ映像も追加収録。本作のみDVD2枚組。 |
| 2002年12月4日 2004年12月22日              | T.M.R. LIVE REVOLUTION '02 B★E★S★T SUMMER CRUSH 2002                                    | DVD2枚組。DISC1にはWTCオープンエアスタジアムと東京ビッグサイト オープンエアーステージでの公演より11曲と、ドキュメント映像を織り交ぜて収録。16:9のハイビジョン仕様。DISC2はオフショットや当時のマネージャーによるカメラ映像などを中心に、ホール公演の模様も収録。                     |
| 2003年11月19日                            | SONIC WARP the Visual Fields                                                            | |
| 2005年3月24日                             | T.M.Revolution SEVENTH HEAVEN T.M.R. LIVE REVOLUTION'04                                 | ツアー「T.M.R. LIVE REVOLUTION'04 -SEVENTH HEAVEN-」より、仙台サンプラザホールと東京国際フォーラムでの公演を収録。特典映像としてアナハイムで行われたアリーナライブの模様とドキュメント映像も収録。                                                                                   |
| 2006年6月21日                             | 10th Anniversary Complete Visual Collection of T.M.Revolution『1000000000000』-billion- | |
| 2007年4月18日 2007年6月20日               | T.M.R. LIVE REVOLUTION '06 -UNDER:COVER-                                                | T.M.R.としては初のBlu-ray版も発売。 |
| 2012年9月19日                             | T.M.R. LIVE REVOLUTION '12 -15th Anniversary FINAL-                                     | |
| 2014年2月12日                             | T.M.R. LIVE REVOLUTION'13 -UNDER II COVER-                                              | |
| 2017年5月10日                             | 2020 -T.M.Revolution ALL TIME VISUAL COLLECTION-                                        | デビューシングル『独裁 -monopolize-」から2016年当時の最新シングル『RAIMEI」までのMVに加え、これまで未DVD化だったT.M.R-e期のシングル3作のMV・水樹奈々とのコラボシングル2曲のMVも収録したオールタイム・ビジュアル・コレクション。                                                      |
| 2017年8月23日                             | T.M.R. LIVE REVOLUTION'16-'17 -Route 20- LIVE AT NIPPON BUDOKAN                         | DVD版/Blu-ray版とも、初回生産限定盤にはライブCDも付属。 |
| 2018年3月28日                             | T.M.R. LIVE REVOLUTION '17 -20th Anniversary FINAL at Saitama Super Arena-              | DVD版/Blu-ray版とで、初回生産限定盤に付属するライブCDの内容が異なる。 |
| 2023年12月20日                            | T.M.R. LIVE REVOLUTION'22-'23 -VOTE JAPAN-                                              | 初回生産限定盤は、DVD版/Blu-ray版とも、三方背ケース仕様でフォトブックを付属。完全生産限定盤（Blu-ray版のみ）には、初回生産限定盤の内容に加え、T.M.R.とバンドメンバーのアフタートークも追加収録。さらにライブCDとライブで使用したトラメガマイクをミニチュア化したキーホルダーも付属。 |

| 発売日        | タイトル                                                                                  | 備考 |
| ------------- | ----------------------------------------------------------------------------------------- | --- |
| 2000年7月26日 | the end of genesis T.M.R. evolution turbo type D LIVE ARENA 2000 A.D. Special DVD Version | VHS版と同時発売。T.M.R.期も含めると初のDVD作品となった。DVD版にはVHS版にも収録されていた「THUNDERBIRD」も含めた東京ベイNKホールでの公演より5曲と、T.M.R-e期のシングル3曲＋アルバム『Suite Season』、そしてT.M.R.の当時の最新シングル『HEAT CAPACITY」のTVスポット、更に「HIGH PRESSURE」「HOT LIMIT」「WILD RUSH」の、浅倉大介によるノンストップ・リミックスCDも付属。 |

#### FC限定DVD
| 発売日       | タイトル                                     | 備考 |
| ------------ | -------------------------------------------- | --- |
| 2016年4月6日 | T.M.R. LIVE REVOLUTION '15 -Strikes Back XI- | FC限定販売。男子限定LIVEの映像化は初。後に各種音楽配信サイトにて、「The party must go on」までの12曲の音源を配信開始。 |

### 書籍
- STARMAN FROM MIRACLE WONDER PLANET（1997年12月1日、ソニー・マガジンズ）
- T.M.R LIVE REVOLUTION ’97 Joker DOCUMENTARY TOUR BOOK（1998年、音楽専科社）
- T.M.R.大事典（1998年12月10日、エムオン・エンタテイメント）
- この声の向こうに　初めて語られる西川貴教の半生-魂の記憶 T.M.Revolution interview book（1999年1月、シンコー・ミュージック）
- To Be One T.M.R. LIVE REVOLUTION ’98 Joker Type 2（1999年3月5日、ソニー・マガジンズ）
- Great Fighter（1999年8月23日、エムオン・エンタテイメント）
- SUMMER CRUSH 2000（2000年10月1日、主婦と生活社）
- T.M.Revolution FILE ARENA37℃ SINCE 1996-2000（2001年2月8日、音楽専科社）
- T.M.R.LIVE REVOLUTION’02 B★E★S★T SPECIAL SUMMER CRUSH 2002（2002年10月29日、角川書店）
- SEVENTH HEAVEN（2004年3月17日、ぴあ）
- T.M.Revolution Complete File 96-06（2006年3月31日、ソニー・マガジンズ）
- RE:INCARNATION T.M.R. LIVE REVOLUTION 08-09 転生降臨之章 COMPLETE（2009年7月3日、ぴあ）
- T.M.Revolution's Travels attractive Las Vegas（2013年7月29日、エンターブレイン）

## 出演

### NHK紅白歌合戦出場歴
| 年度/放送回               | 回 | 曲目                                      | 備考                             |
| ------------------------- | -- | ----------------------------------------- | -------------------------------- |
| 1997年（平成9年）/第48回  | 初 | WHITE BREATH                              | 紅白初出場                       |
| 1998年（平成10年）/第49回 | 2  | THUNDERBIRD                               |                                  |
| 2005年（平成17年）/第56回 | 3  | WHITE BREATH（2回目）                     | 7年ぶりの出場                    |
| 2013年（平成25年）/第64回 | 4  | -革命2013- 紅白スペシャルコラボレーション | 8年ぶりの出場 水樹奈々と共に歌唱 |
| 2014年（平成26年）/第65回 | 5  | 紅白2014スペシャルコラボレーション        | 水樹奈々と共に歌唱               |

## ライブ
主立った単独ライブを記載。
- 1996年
  - T.M.R.LIVE REVOLUTION'96 -monopolize-
  - T.M.R.LIVE REVOLUTION'96 -MAKES REVOLUTION-
  - T.M.R.YEAR COUNTDOWN PARTY -LIVE REVOLUTION REMIX-
- 1997年
  - T.M.R.LIVE REVOLUTION'97 -維新レベル→3-
  - T.M.R.LIVE REVOLUTION'97 -HIGH PRESSURE-
  - T.M.R.LIVE REVOLUTION'97 -Joker-
  - T.M.R.YEAR COUNT DOWN PARTY -LIVE REVOLUTION REMIX2-
- 1998年
  - T.M.R.LIVE REVOLUTION'98 -KING of JOKER-
  - T.M.R.LIVE REVOLUTION'98 -Joker Type 2-
  - T.M.R.YEAR COUNT DOWN PARTY -LIVE REVOLUTION REMIX3-
- 1999年
  - T.M.R.LIVE REVOLUTION'99 -THE FORCE-[注 17]
- 2000年
  - T.M.R.LIVE REVOLUTION'00 -SUMMER CRUSH 2000-[注 18]
  - T.M.R.LIVE REVOLUTION'00 -progress-
  - T.M.R.YEAR COUNT DOWN PARTY LIVE REVOLUTION REMIX MILLENNIUM
- 2001年
  - T.M.R.LIVE REVOLUTION'01 -progress ARENA TOUR-
  - T.M.R.YEAR COUNT DOWN PARTY LIVE REVOLUTION REMIX V
- 2002年
  - T.M.R.LIVE REVOLUTION'02 -B★E★S★T-
  - T.M.R.LIVE REVOLUTION'02 B★E★S★T SPECIAL -SUMMER CRUSH 2002-
  - T.M.R.YEAR COUNT DOWN PARTY LIVE REVOLUTION REMIX VI
- 2003年
  - T.M.R.LIVE REVOLUTION'03 -coordinator-
  - T.M.R.LIVE REVOLUTION'03 -satellite-
  - T.M.R.YEAR COUNT DOWN PARTY LIVE REVOLUTION REMIX VII
  - T.M.R.LIVE REVOLUTION'03 -Strikes Back-[注 19]
- 2004年
  - T.M.R.LIVE REVOLUTION'04 -SEVENTH HEAVEN-
  - T.M.R.YEAR COUNT DOWN PARTY LIVE REVOLUTION REMIX VIII
  - T.M.R.LIVE REVOLUTION'04 -Strikes Back II-[注 19]
- 2005年
  - T.M.R.LIVE REVOLUTION'05 -vertical infinity-
  - T.M.R.YEAR COUNT DOWN PARTY LIVE REVOLUTION REMIX IX
  - T.M.R.LIVE REVOLUTION'05 -Strikes Back III-[注 19]
- 2006年
  - T.M.R.LIVE REVOLUTION'06 -UNDER:COVER-
  - T.M.R.LIVE REVOLUTION'06 -UNDER:COVER- ARENA STYLE Version
  - T.M.R.YEAR COUNT DOWN PARTY LIVE REVOLUTION REMIX X
  - T.M.R.LIVE REVOLUTION'06 -Strikes Back IV-[注 19]
- 2007年
  - T.M.R.YEAR COUNT DOWN PARTY LIVE REVOLUTION REMIX XI
  - T.M.R.LIVE REVOLUTION'07 -Strikes Back V-[注 19]
  - T.M.R.YEAR COUNT DOWN PARTY '07-'08 LIVE REVOLUTION REMIX XI（年越しライブ。入場者制限を設けず、一般枠にも開放）
- 2008年
  - T.M.R.LIVE REVOLUTION'08-'09 転生降臨之章
  - T.M.R.YEAR COUNT DOWN PARTY LIVE REVOLUTION REMIX XII
  - T.M.R.LIVE REVOLUTION'08 -Strikes Back VI-[注 19]
  - T.M.R.YEAR COUNT DOWN PARTY '08-'09 LIVE REVOLUTION REMIX XII
- 2009年
  - T.M.R.YEAR COUNT DOWN PARTY LIVE REVOLUTION REMIX XIII
  - T.M.R.LIVE REVOLUTION'09 -Strikes Back VII-[注 19]
  - T.M.R.YEAR COUNT DOWN PARTY '09-'10 LIVE REVOLUTION REMIX XII（初の日本武道館での年越しライブ。入場者制限を設けず、一般枠にも開放）
- 2010年
  - T.M.R.LIVE REVOLUTION'10 -Strikes Back VIII-[注 19]
  - T.M.R.NEW YEAR PARTY'10 LIVE REVOLUTION AHNY 2010（日本武道館での元日ライブ）
- 2011年
  - T.M.R.NEW YEAR PARTY'11 LIVE REVOLUTION
  - T.M.R.LIVE REVOLUTION'11-'12 -CLOUD NINE-
  - T.M.R.LIVE REVOLUTION'11 -Strikes Back IX-[注 19]
- 2012年
  - T.M.R.NEW YEAR PARTY'12 LIVE REVOLUTION
  - T.M.R.LIVE REVOLUTION 12 -15th Anniversary FINAL-
  - T.M.R.LIVE REVOLUTION'12 -Strikes Back X-[注 19]
- 2013年
  - T.M.R.NEW YEAR PARTY'13 LIVE REVOLUTION
  - T.M.R.LIVE REVOLUTION'13 -UNDER:COVER2-
- 2014年
  - T.M.R.NEW YEAR PARTY'14 LIVE REVOLUTION
- 2015年
  - T.M.R.LIVE REVOLUTION'15 -天-
  - T.M.R.LIVE REVOLUTION'15 -Strikes Back XI-[注 19]
- 2016年
  - T.M.R.LIVE REVOLUTION'16-'17 -Route 20-
- 2017年
  - T.M.R.LIVE REVOLUTION'17 -ROUND HOUSE CUTBACK-
  - T.M.R.LIVE REVOLUTION'17 -20th Anniversary FINAL-
- 2021年
  - T.M.R. LIVE REVOLUTION'21 -VOTE-
- 2022年
  - T.M.R. LIVE REVOLUTION'22-'23 -VOTE JAPAN-
- 2025年
  - 令和7年度 新党革命 臨時党大会
  - T.M.R. LIVE ELECTION -VOTE 30-

### the end of genesis T.M.R. evolution turbo type D
- 1999年
  - the end of genesis T.M.R. evolution turbo type D -PREMIERE 1999-[注 20]
- 2000年
  - the end of genesis T.M.R. evolution turbo type D -LIVE ARENA 2000 A.D.-[注 21]
- 2020年
  - 京響プレミアム ラジオタイムス「the end of genesis T.M.R. evolution turbo type D」

## サポートメンバー
- ギター
  - 葛城哲哉（1996年）
  - JAKE（1995年・1998年〜1999年2月）（ex.GUNIW TOOLS）
  - 一戸賢司（1996年〜1997年4月）（ex.JUSTY-NASTY）
  - 西尾智浩（1996年8月〜1997年4月）
  - 後藤孝顕（1997年8月〜12月）
  - 伊東正（1997年11月〜1998年4月）
  - 大橋イサム（1998年〜2001年）
  - SUNAO（1998年7月〜1999年2月・2000年8月〜2014年・2021年～）（abingdon boys school）
  - 柴崎浩（2004年〜）（WANDS，abingdon boys school）
  - Leda（2013年4月）（ex.DELUHI）
  - 菰口雄矢（2015年〜2018年）

- ベース
  - 白須衛治（1995年〜1999年10月）
  - 山田章典(1999年11月〜2004年）
  - IKUO（2005年〜）（BULL ZEICHEN 88、Rayflower、Mitsuru Matsuoka EARNEST DRIVE）
  - 茶渡聖之（2022年7月）

- ドラム
  - 大光亘（1995年〜1996年5月）
  - 柴田尚（1996年5月〜1997年）
  - EBY（1998年〜2000年4月）（ex.ZI:KILL）
  - 上領亘（2000年7月〜8月）（ex.GRASS VALLEY、SOFT BALLET)
  - 渡辺豊（2000年8月〜2003年）
  - 淳士（2004年〜2007年・2021年～）（ex.SIAM SHADE、BULL ZEICHEN 88、Mitsuru Matsuoka EARNEST DRIVE）
  - JOE（2008年）（ex.SEX MACHINEGUNS、DASEIN）
  - 長谷川浩二（2008年9月〜2014年）
  - SASSY（2013年）（ex.HIGH and MIGHTY COLOR、INKT）
  - 山崎慶（2015年〜2018年）

- キーボード
  - 浅倉大介（1995年〜1996年8月・1999年3月～2000年4月）（access、PANDORA）
  - 菅原旭成（1996年12月）
  - 至今日太（1997年8月）
  - 青木庸和（1997年11月〜1999年2月）
  - 大島こうすけ（2011年〜 ※不定期、2016年〜2018年）（元WANDS）

- マニピュレーター
  - 鈴木覚（2002年〜）

## タイアップ一覧
| 曲名                                           | タイアップ先 |
| ---------------------------------------------- | --- |
| 独裁 -monopolize-                              | テレビ番組『週刊スタミナ天国』OPテーマソング |
| 臍淑女 〜ヴィーナス〜                          | テレビ番組『Q99』EDテーマソング |
| HEART OF SWORD 〜夜明け前〜                    | テレビアニメ『るろうに剣心 -明治剣客浪漫譚-』EDテーマソング |
| LEVEL 4                                        | ゲームソフト『モータートゥーン・グランプリ』CMソング |
| HIGH PRESSURE                                  | CM「ロッテ・Sweetieアイス」テーマソング テレビアニメ『B'T-X』台湾・中国版オープニングテーマ フジテレビ『FNS27時間テレビ 鬼笑い祭』テーマソング |
| WHITE BREATH                                   | テレビ番組『ポップジャム』OPテーマソング ニッポン放送『長野オリンピック』テーマソング 日本テレビ系『上沼・高田のクギズケ!』2021年12月度エンディングテーマ 日本マクドナルド「ビーフシチューパイ パイをどーこー云うの?」篇 TVCMソング（2023年）                                                                                       |
| MID-NITE WARRIORS                              | ラジオ番組『岩男潤子と荘口彰久のスーパーアニメガヒットTOP10』テーマソング |
| 蒼い霹靂 〜JOG Edit〜                          | CM「ヤマハ・ジョグ」テーマソング |
| HOT LIMIT（MITSUYA-MIX）                       | CM「アサヒ飲料・三ツ矢サイダー」テーマソング フジテレビ『夏のフジテレビ』CMソング |
| HOT LIMIT                                      | テレビアニメ『ReLIFE』第2話ED |
| THUNDERBIRD                                    | テレビ番組『日立 世界・ふしぎ発見!』EDテーマソング |
| WILD RUSH                                      | CM「資生堂・ティセラジャングル・ジャングル」テーマソング・西川貴教出演 |
| BLACK OR WHITE ? version 3                     | テレビ番組『劇空間プロ野球』テーマソング |
| LOVE SAVER                                     | テレビ番組『スーパーサッカー』テーマソング |
| BOARDING                                       | テレビドラマ『別れさせ屋』EDテーマソング |
| BRIGADE                                        | 映画・日本公開版『ダイナソー』SPECIAL INSPIRING SONG（劇場にて上映前に使用） |
| INVOKE -インヴォーク-                          | テレビアニメ『機動戦士ガンダムSEED』OPテーマソング ゲームソフト『機動戦士ガンダムSEED 連合vs.Z.A.F.T.』OPテーマソング SANKYO Pフィーバー「機動戦士ガンダムSEED」CMソング |
| Meteor -ミーティア-                            | テレビアニメ『機動戦士ガンダムSEED』挿入歌 テレビアニメ「機動戦士ガンダムSEED DESTINY」挿入歌 |
| Albireo -アルビレオ-                           | テレビ番組『AX MUSIC-TV』AX POWER PLAY #049 |
| Zips                                           | 玩具「ガンダムSEED MSV」テーマソング ゲームソフト『機動戦士ガンダムSEED 終わらない明日へ』テーマソング アニメ『機動戦士ガンダムSEED スペシャルエディションI『虚空の戦場』』挿入歌 アニメ『機動戦士ガンダムSEED DESTINY スペシャルエディション 『砕かれた世界』』挿入歌 キャンペーン「NTTドコモ DoCommerceキャンペーン」テーマソング |
| Wheel of fortune                               | テレビ番組『Formula Nippon』テーマソング |
| Web of Night (English Version)                 | 映画・日本公開版『スパイダーマン2』テーマソング |
| ignited -イグナイテッド-                       | テレビアニメ『機動戦士ガンダムSEED DESTINY』OPテーマソング ゲームソフト『機動戦士ガンダムSEED DESTINY 連合vs.Z.A.F.T.II』OPテーマソング |
| CHASE/THE THRILL                               | イベント「AIR-X」テーマソング |
| vestige -ヴェスティージ-                       | テレビアニメ『機動戦士ガンダムSEED DESTINY』テーマソング |
| crosswise                                      | ゲームソフト『戦国BASARA』『戦国BASARA X』テーマソング |
| Zips （UNDER:COVER収録版）                     | アニメ『機動戦士ガンダムSEED DESTINY スペシャルエディションI 『砕かれた世界』』DVD収録版・挿入歌 |
| resonance                                      | テレビアニメ『ソウルイーター』OPテーマソング |
| soul's crossing                                | ゲームソフト『ソウルイーター モノトーン プリンセス』テーマソング |
| Imaginary Ark                                  | 「ガンプラ」30周年テーマソング |
| Lakers                                         | 「第65回びわ湖毎日マラソン大会」イメージソング |
| Naked arms                                     | ゲームソフト『戦国BASARA3』OPテーマソング |
| SWORD SUMMIT                                   | テレビアニメ『戦国BASARA弐』OPテーマソング |
| Save The One, Save The All                     | 映画『劇場版BLEACH 地獄篇』主題歌 |
| Thousands Morning Refrain                      | 「サンリオピューロランド」20周年イメージソング |
| FLAGS                                          | 映画『劇場版 戦国BASARA -The Last Party-』主題歌 ゲームソフト『戦国BASARA クロニクルヒーローズ』テーマソング |
| The party must go on                           | 映画『劇場版 戦国BASARA -The Last Party』EDテーマソング |
| UTAGE                                          | ゲームソフト『戦国BASARA3 宴』テーマソング |
| Preserved Roses                                | テレビアニメ『革命機ヴァルヴレイヴ』OPテーマソング |
| Summer Blizzard                                | CM 「ロッテ ガムブランド 『ZEUS』」テーマソング |
| HEAVEN ONLY KNOWS ～Get the Power～            | 海外ドラマ『レボリューション』<ファーストシーズン>日本版イメージソング |
| 革命デュアリズム                               | テレビアニメ『革命機ヴァルヴレイヴ」OPテーマソング |
| Count ZERO                                     | ゲームソフト『戦国BASARA4』OPテーマソング |
| 突キ破レル-Time to SMASH！                     | テレビアニメ『ディスク・ウォーズ:アベンジャーズ』OPテーマソング |
| Thread of fate                                 | テレビアニメ『ディスク・ウォーズ:アベンジャーズ』EDテーマソング |
| Phantom Pain                                   | 池田模範堂「デリケアM's」CMソング |
| DOUBLE-DEAL                                    | ゲームソフト『戦国BASARA4 皇』OPテーマソング |
| AMAKAZE -天風-                                 | ゲームソフト『レイギガント』主題歌 |
| Inherit the Force -インヘリット・ザ・フォース- | ゲームソフト『機動戦士ガンダム エクストリームバーサス フォース』主題歌 |
| Committed RED                                  | ゲームソフト『戦国BASARA 真田幸村伝』主題歌 |
| RAIMEI                                         | 人形劇『Thunderbolt Fantasy 東離劍遊紀』主題歌 |